# Jennifer Phạm
Phạm Vũ Phượng Hoàng, connue sous le nom de Jennifer Phạm (née le 3 juillet 1985 à Hô Chi Minh-Ville) a été élue Miss Asie USA 2006, Miss Vietnam Caroline du Sud 2006 et Miss Vietnamese American Top Model 2006.

## Famille et études
Phạm Vũ Phượng Hoàng naît à Hô Chi Minh-Ville. En 1988, elle suit ses parents et grandit dans le Comté d'Orange, en Californie.
Elle a étudié la médecine et la psychologie à l'université de Californie à Irvine.

## Filmographie
- 2007 : Les feuilles de temps (Những Chiếc Lá Thời Gian)
- 2010 : Le piano sur la plage (Tiếng dương cầm trên biển)
- 2011 : Je jure de dire la vérité (Xin thề anh nói thật)

## Vie privée
Le 25 juillet 2007, elle épouse Quang Dũng à l'hôtel Sofitel à Hô Chi Minh-Ville, au Viêt Nam. En 2009, ils se séparent et s'arrangent pour la garde de leur premier enfant, Bảo Nam (An Nam).
Le 19 décembre 2012, elle se marie avec Nguyễn Đức Hải, fils d'un des fondateurs de la FPT.